# District de Béthune
Le district de Béthune est une ancienne division territoriale française du département du Pas-de-Calais de 1790 à 1795.
Il était composé des cantons de Béthune, Beuvry, Carvin, la Couture, Hersin, Houdain, Lens, Lillers, Saint Venant et la Ventie.